# Baricella
Baricella és un municipi italià de 6.142 habitants de la Ciutat metropolitana de Bolonya a l'Emília-Romanya. Els seus habitants s'anomenen "baricellesi". Limita amb Argenta (FE), Budrio, Ferrara (FE), Malalbergo, Minerbio, Molinella i Poggio Renatico (FE)
Les frazione de Baricella són: Boschi, Mondonuovo, Passo Segni, San Gabriele. La seva patrona és la "natività B.V.Maria", festiu el 8 de setembre.
La comune forma part de l'Associazione Terre di Pianura, juntament amb les de Budrio, Granarolo dell'Emilia, Malalbergo, Minerbio i Molinella.